# José Matelica
José Matelica (nacido el 24 de marzo de 1967) es un exfutbolista argentino. Jugaba como delantero y se inició en Rosario Central.

## Carrera
Jugó un único encuentro en Rosario Central en el Campeonato de Primera División 1987-88. Luego pasó al fútbol venezolano, jugando en Minervén, UD Lara y Estudiantes de Mérida.

## Clubes
| Club                    | País      | Año  |
| ----------------------- | --------- | ---- |
| Rosario Central         | Argentina | 1988 |
| Minervén                | Venezuela | 1990 |
| Unión Deportiva de Lara | Venezuela | 1993 |
| Estudiantes de Mérida   | Venezuela | 1997 |